# Ферфакс (Јужна Дакота)
Ферфакс (енгл. Fairfax) град је у америчкој савезној држави Јужна Дакота.

## Демографија
По попису из 2010. године број становника је 115, што је 8 (-6,5%) становника мање него 2000. године.
| Група             | 2000.       | 2010.       |
| Белци             | 119 (96,7%) | 112 (97,4%) |
| Афроамериканци    | 0 (0,0%)    | 2 (1,7%)    |
| Азијати           | 0 (0,0%)    | 0 (0,0%)    |
| Хиспаноамериканци | 0 (0,0%)    | 0 (0,0%)    |
| Укупно            | 123         | 115         |